# Circoscrizione Siena-Arezzo-Grosseto
La circoscrizione Siena-Arezzo-Grosseto era una circoscrizione elettorale italiana per l'elezione dell'Assemblea Costituente, nel 1946 (circoscrizione XVII), e della Camera dei deputati, dal 1948 al 1993 (circoscrizione XVI).
Comprendeva le province di Siena, Arezzo e Grosseto.
Era prevista dalla Tabella A di cui al decreto legislativo luogotenenziale 10 marzo 1946, n. 74, poi ripresa dalla legge 20 gennaio 1948, n. 6 e dal decreto del presidente della Repubblica 30 marzo 1957, n. 361.
Nel 1993 la circoscrizione fu soppressa contestualmente all'istituzione della circoscrizione Toscana, comprendente tutte le province della regione.
Di seguito i risultati di lista e i deputati eletti, ordinati secondo il numero di preferenze ottenute.

## Elezioni politiche 1946
| Liste                                           | Voti    | %     | Seggi |
| ----------------------------------------------- | ------- | ----- | ----- |
| Partito Comunista Italiano                      | 174.879 | 38,04 | 4     |
| Democrazia Cristiana                            | 103.637 | 22,54 | 2     |
| Partito Socialista Italiano di Unità Proletaria | 103.420 | 22,50 | 2     |
| Partito Repubblicano Italiano                   | 30.680  | 6,67  | -     |
| Fronte dell'Uomo Qualunque                      | 19.427  | 4,23  | -     |
| Unione Democratica Nazionale                    | 9.351   | 2,03  | -     |
| Partito Cristiano Sociale                       | 7.564   | 1,65  | -     |
| Partito d'Azione                                | 6.674   | 1,45  | -     |
| Blocco Nazionale della Libertà                  | 4.083   | 0,89  | -     |
| Totale                                          | 459.715 |       | 8     |

| Partito Comunista Italiano                                                                     | Democrazia Cristiana                      | Partito Socialista Italiano di Unità Proletaria        |
| ---------------------------------------------------------------------------------------------- | ----------------------------------------- | ------------------------------------------------------ |
| - → Celeste Negarville - Giulio Cerreti - Vittorio Bardini - Marino Magnani - Galliano Gervasi | - Amintore Fanfani - Francesco Ponticelli | - → Giuseppe Saragat - Emilio Zannerini - Enrico Grazi |

1. ↑  Opta per il collegio unico nazionale
2. ↑  Dimissionario in data 11.09.1946; sostituito da Reginaldo Monticelli in data 12.09.1946
3. ↑  Opta per la circoscrizione Roma-Viterbo-Latina-Frosinone

## Elezioni politiche 1948
| Liste                                              | Voti    | %     | Seggi |
| -------------------------------------------------- | ------- | ----- | ----- |
| Fronte Democratico Popolare                        | 277.532 | 55,14 | 6     |
| Democrazia Cristiana                               | 157.897 | 31,37 | 3     |
| Unità Socialista                                   | 26.788  | 5,32  | -     |
| Partito Repubblicano Italiano                      | 21.625  | 4,30  | -     |
| Partito Cristiano Sociale                          | 7.093   | 1,41  | -     |
| Movimento Sociale Italiano                         | 5.410   | 1,07  | -     |
| Blocco Nazionale                                   | 5.048   | 1,00  | -     |
| Partito Nazionale Monarchico - Alleanza del Lavoro | 1.920   | 0,38  | -     |
| Totale                                             | 503.313 |       | 9     |

| Fronte Democratico Popolare                                                                                 | Democrazia Cristiana                                                   |
| --- | ---------------------------------------------------------------------- |
| - Torquato Baglioni - Ilia Coppi - Raffaello Bellucci - Priamo Bigiandi - Raffaele Merloni - Bruto Puccetti | - Amintore Fanfani - Reginaldo Monticelli - Brunetto Bucciarelli-Ducci |

## Elezioni politiche 1953
| Liste                                   | Voti    | %     | Seggi |
| --------------------------------------- | ------- | ----- | ----- |
| Partito Comunista Italiano              | 206.104 | 39,85 | 5     |
| Democrazia Cristiana                    | 150.820 | 29,16 | 3     |
| Partito Socialista Italiano             | 86.123  | 16,65 | 2     |
| Movimento Sociale Italiano              | 22.803  | 4,41  | -     |
| Partito Socialista Democratico Italiano | 17.186  | 3,32  | -     |
| Partito Repubblicano Italiano           | 14.652  | 2,83  | -     |
| Partito Liberale Italiano               | 9.755   | 1,89  | -     |
| Partito Nazionale Monarchico            | 5.049   | 0,98  | -     |
| Unità Popolare                          | 3.276   | 0,63  | -     |
| Alleanza Democratica Nazionale          | 1.400   | 0,27  | -     |
| Totale                                  | 517.168 |       | 10    |

| Partito Comunista Italiano                                                                       | Democrazia Cristiana                                             | Partito Socialista Italiano                              |
| ------------------------------------------------------------------------------------------------ | ---------------------------------------------------------------- | -------------------------------------------------------- |
| - Vittorio Bardini - Torquato Baglioni - Maria Maddalena Rossi - Priamo Bigiandi - Mauro Tognoni | - Amintore Fanfani - Brunetto Bucciarelli-Ducci - Arturo Viviani | - → Ferdinando Targetti - Mauro Ferri - Emilio Zannerini |

1. ↑  Opta per la circoscrizione Firenze-Pistoia

## Elezioni politiche 1958
| Liste                                            | Voti    | %     | Seggi |
| ------------------------------------------------ | ------- | ----- | ----- |
| Partito Comunista Italiano                       | 209.188 | 38,66 | 4     |
| Democrazia Cristiana                             | 167.444 | 30,94 | 3     |
| Partito Socialista Italiano                      | 98.320  | 18,17 | 2     |
| Movimento Sociale Italiano                       | 19.390  | 3,58  | -     |
| Partito Socialista Democratico Italiano          | 17.025  | 3,15  | -     |
| Partito Repubblicano Italiano - Partito Radicale | 13.312  | 2,46  | -     |
| Partito Liberale Italiano                        | 10.629  | 1,96  | -     |
| Partito Nazionale Monarchico                     | 3.248   | 0,60  | -     |
| Partito Monarchico Popolare                      | 2.579   | 0,48  | -     |
| Totale                                           | 541.135 |       | 9     |

| Partito Comunista Italiano                                                    | Democrazia Cristiana                                             | Partito Socialista Italiano         |
| ----------------------------------------------------------------------------- | ---------------------------------------------------------------- | ----------------------------------- |
| - Vittorio Bardini - Mauro Tognoni - Ezio Beccastrini - Maria Maddalena Rossi | - Amintore Fanfani - Brunetto Bucciarelli-Ducci - Arturo Viviani | - Ferdinando Targetti - Mauro Ferri |

## Elezioni politiche 1963
| Liste                                            | Voti    | %     | Seggi |
| ------------------------------------------------ | ------- | ----- | ----- |
| Partito Comunista Italiano                       | 232.256 | 43,29 | 5     |
| Democrazia Cristiana                             | 153.749 | 28,66 | 3     |
| Partito Socialista Italiano                      | 77.220  | 14,39 | 2     |
| Partito Socialista Democratico Italiano          | 21.819  | 4,07  | -     |
| Movimento Sociale Italiano                       | 19.951  | 3,72  | -     |
| Partito Liberale Italiano                        | 17.989  | 3,35  | -     |
| Partito Repubblicano Italiano                    | 9.927   | 1,85  | -     |
| Partito Democratico Italiano di Unità Monarchica | 1.782   | 0,33  | -     |
| Partito Autonomo Pensionati d'Italia             | 1.767   | 0,33  | -     |
| Totale                                           | 536.460 |       | 10    |

| Partito Comunista Italiano                                                               | Democrazia Cristiana                                              | Partito Socialista Italiano      |
| ---------------------------------------------------------------------------------------- | ----------------------------------------------------------------- | -------------------------------- |
| - Mario Alicata - Mauro Tognoni - Vittorio Bardini - Ezio Beccastrini - Rodolfo Guerrini | - Amintore Fanfani - Brunetto Bucciarelli-Ducci - Enea Piccinelli | - Mauro Ferri - Loris Scricciolo |

## Elezioni politiche 1968
| Liste                                           | Voti    | %     | Seggi |
| ----------------------------------------------- | ------- | ----- | ----- |
| Partito Comunista Italiano                      | 244.275 | 45,73 | 5     |
| Democrazia Cristiana                            | 149.412 | 27,97 | 3     |
| Partito Socialista Unificato                    | 67.755  | 12,68 | 1     |
| Partito Socialista Italiano di Unità Proletaria | 26.235  | 4,91  | -     |
| Movimento Sociale Italiano                      | 17.698  | 3,31  | -     |
| Partito Liberale Italiano                       | 15.474  | 2,90  | -     |
| Partito Repubblicano Italiano                   | 11.147  | 2,09  | -     |
| Nuova Repubblica                                | 2.192   | 0,41  | -     |
| Totale                                          | 534.188 |       | 9     |

| Partito Comunista Italiano                                                          | Democrazia Cristiana                                               | Partito Socialista Unificato     |
| ----------------------------------------------------------------------------------- | ------------------------------------------------------------------ | -------------------------------- |
| - Emilio Sereni - Mauro Tognoni - Emo Bonifazi - Rodolfo Guerrini - Ermanno Benocci | - Amintore Fanfani - Brunetto Bucciarelli-Ducci - Martino Bardotti | - Mauro Ferri - Loris Scricciolo |

1. ↑  Dimissionario in data 17.12.1969; sostituito da Danilo Tani in pari data

## Elezioni politiche 1972
| Liste                                           | Voti    | %     | Seggi |
| ----------------------------------------------- | ------- | ----- | ----- |
| Partito Comunista Italiano                      | 251.951 | 45,82 | 5     |
| Democrazia Cristiana                            | 159.913 | 29,08 | 3     |
| Partito Socialista Italiano                     | 50.167  | 9,12  | 1     |
| Movimento Sociale Italiano                      | 26.824  | 4,88  | -     |
| Partito Socialista Democratico Italiano         | 21.142  | 3,85  | -     |
| Partito Socialista Italiano di Unità Proletaria | 13.399  | 2,44  | -     |
| Partito Repubblicano Italiano                   | 12.344  | 2,25  | -     |
| Partito Liberale Italiano                       | 10.299  | 1,87  | -     |
| Il manifesto                                    | 2.908   | 0,53  | -     |
| Movimento Politico dei Lavoratori               | 897     | 0,16  | -     |
| Totale                                          | 549.844 |       | 9     |

| Partito Comunista Italiano                                                      | Democrazia Cristiana                                              | Partito Socialista Italiano |
| ------------------------------------------------------------------------------- | ----------------------------------------------------------------- | --------------------------- |
| - Fernando Di Giulio - Danilo Tani - Emo Bonifazi - Aurelio Ciacci - Ivo Faenzi | - Brunetto Bucciarelli-Ducci - Enea Piccinelli - Martino Bardotti | - Mario Ferri               |

## Elezioni politiche 1976
| Liste                                         | Voti    | %     | Seggi |
| --------------------------------------------- | ------- | ----- | ----- |
| Partito Comunista Italiano                    | 293.040 | 49,92 | 5     |
| Democrazia Cristiana                          | 172.999 | 29,47 | 3     |
| Partito Socialista Italiano                   | 60.510  | 10,31 | 1     |
| Movimento Sociale Italiano - Destra Nazionale | 20.179  | 3,44  | -     |
| Partito Repubblicano Italiano                 | 14.896  | 2,54  | -     |
| Partito Socialista Democratico Italiano       | 11.675  | 1,99  | -     |
| Democrazia Proletaria                         | 7.294   | 1,24  | -     |
| Partito Radicale                              | 3.605   | 0,61  | -     |
| Partito Liberale Italiano                     | 2.874   | 0,49  | -     |
| Totale                                        | 587.072 |       | 9     |

| Partito Comunista Italiano                                                      | Democrazia Cristiana                                                              | Partito Socialista Italiano |
| ------------------------------------------------------------------------------- | --------------------------------------------------------------------------------- | --------------------------- |
| - Fernando Di Giulio - Emo Bonifazi - Eriase Belardi - Danilo Tani - Ivo Faenzi | - → Giuseppe Bartolomei - Giuseppe Fornasari - Enea Piccinelli - Martino Bardotti | - Mario Ferri               |

1. ↑  Opta per il Senato

## Elezioni politiche 1979
| Liste                                         | Voti    | %     | Seggi |
| --------------------------------------------- | ------- | ----- | ----- |
| Partito Comunista Italiano                    | 285.289 | 48,75 | 5     |
| Democrazia Cristiana                          | 164.226 | 28,06 | 3     |
| Partito Socialista Italiano                   | 59.927  | 10,24 | 1     |
| Movimento Sociale Italiano - Destra Nazionale | 19.680  | 3,36  | -     |
| Partito Repubblicano Italiano                 | 14.571  | 2,49  | -     |
| Partito Socialista Democratico Italiano       | 12.896  | 2,20  | -     |
| Partito Radicale                              | 10.997  | 1,88  | -     |
| Partito di Unità Proletaria                   | 7.309   | 1,25  | -     |
| Partito Liberale Italiano                     | 5.006   | 0,86  | -     |
| Nuova Sinistra Unita                          | 3.991   | 0,68  | -     |
| Democrazia Nazionale                          | 1.341   | 0,23  | -     |
| Totale                                        | 585.233 |       | 9     |

| Partito Comunista Italiano                                                             | Democrazia Cristiana                                      | Partito Socialista Italiano |
| -------------------------------------------------------------------------------------- | --------------------------------------------------------- | --------------------------- |
| - Fernando Di Giulio - Vasco Calonaci - Ivo Faenzi - Eriase Belardi - Alessio Pasquini | - Enea Piccinelli - Giuseppe Fornasari - Giovannino Fiori | - Mauro Seppia              |

## Elezioni politiche 1983
| Liste                                         | Voti    | %     | Seggi |
| --------------------------------------------- | ------- | ----- | ----- |
| Partito Comunista Italiano                    | 282.411 | 48,72 | 5     |
| Democrazia Cristiana                          | 142.311 | 24,55 | 3     |
| Partito Socialista Italiano                   | 67.635  | 11,67 | 1     |
| Movimento Sociale Italiano - Destra Nazionale | 25.423  | 4,39  | -     |
| Partito Repubblicano Italiano                 | 19.542  | 3,37  | -     |
| Partito Socialista Democratico Italiano       | 10.708  | 1,85  | -     |
| Partito Nazionale Pensionati                  | 8.151   | 1,41  | -     |
| Partito Liberale Italiano                     | 7.901   | 1,36  | -     |
| Partito Radicale                              | 7.645   | 1,32  | -     |
| Democrazia Proletaria                         | 7.466   | 1,29  | -     |
| Lista per Trieste                             | 446     | 0,08  | -     |
| Totale                                        | 579.639 |       | 9     |

| Partito Comunista Italiano                                                                | Democrazia Cristiana                                   | Partito Socialista Italiano |
| ----------------------------------------------------------------------------------------- | ------------------------------------------------------ | --------------------------- |
| - Adalberto Minucci - Nedo Barzanti - Eriase Belardi - Livio Boncompagni - Vasco Calonaci | - Giuseppe Fornasari - Umberto Corsi - Roberto Franchi | - Mauro Seppia              |

## Elezioni politiche 1987
| Liste                                         | Voti    | %     | Seggi |
| --------------------------------------------- | ------- | ----- | ----- |
| Partito Comunista Italiano                    | 271.455 | 45,88 | 5     |
| Democrazia Cristiana                          | 148.202 | 25,05 | 3     |
| Partito Socialista Italiano                   | 80.834  | 13,66 | 1     |
| Movimento Sociale Italiano - Destra Nazionale | 27.694  | 4,68  | -     |
| Partito Repubblicano Italiano                 | 15.792  | 2,67  | -     |
| Federazione delle Liste Verdi                 | 12.454  | 2,10  | -     |
| Democrazia Proletaria                         | 9.303   | 1,57  | -     |
| Partito Radicale                              | 9.129   | 1,54  | -     |
| Partito Socialista Democratico Italiano       | 7.781   | 1,31  | -     |
| Partito Liberale Italiano                     | 5.854   | 0,99  | -     |
| Liga Veneta - Pensionati Uniti                | 2.424   | 0,41  | -     |
| Partito Sardo d'Azione                        | 489     | 0,08  | -     |
| Alleanza Popolare                             | 315     | 0,05  | -     |
| Totale                                        | 591.726 |       | 9     |

| Partito Comunista Italiano                                                                | Democrazia Cristiana                                  | Partito Socialista Italiano |
| ----------------------------------------------------------------------------------------- | ----------------------------------------------------- | --------------------------- |
| - Adalberto Minucci - Enzo Tiezzi - Nedo Barzanti - Francesco Nerli - Anna Maria Serafini | - Giuseppe Fornasari - Alberto Monaci - Umberto Corsi | - Mauro Seppia              |

## Elezioni politiche 1992
| Liste                                         | Voti    | %     | Seggi |
| --------------------------------------------- | ------- | ----- | ----- |
| Partito Democratico della Sinistra            | 188.782 | 32,31 | 3     |
| Democrazia Cristiana                          | 131.018 | 22,43 | 2     |
| Partito Socialista Italiano                   | 81.614  | 13,97 | 1     |
| Partito della Rifondazione Comunista          | 58.722  | 10,05 | 1     |
| Movimento Sociale Italiano - Destra Nazionale | 27.784  | 4,76  | -     |
| Partito Repubblicano Italiano                 | 23.038  | 3,94  | -     |
| Lega Nord                                     | 13.855  | 2,37  | -     |
| Federazione dei Verdi                         | 11.517  | 1,97  | -     |
| Partito Liberale Italiano                     | 9.297   | 1,59  | -     |
| Caccia Pesca Ambiente                         | 8.383   | 1,43  | -     |
| Lista Marco Pannella                          | 7.705   | 1,32  | -     |
| Partito Socialista Democratico Italiano       | 7.475   | 1,28  | -     |
| La Rete                                       | 5.702   | 0,98  | -     |
| Sì Referendum                                 | 4.492   | 0,77  | -     |
| Partito Pensionati                            | 4.374   | 0,75  | -     |
| Federalismo                                   | 449     | 0,08  | -     |
| Totale                                        | 584.207 |       | 7     |

| Partito Democratico della Sinistra                         | Democrazia Cristiana            | Partito Socialista Italiano | Partito della Rifondazione Comunista |
| ---------------------------------------------------------- | ------------------------------- | --------------------------- | ------------------------------------ |
| - Anna Maria Serafini - Flavio Tattarini - Vasco Giannotti | - Umberto Corsi - Enzo Balocchi | - Giuliano Amato            | - Nedo Barzanti                      |